# Lisa Simpson, This Isn't Your Life
«Lisa Simpson, This Isn't Your Life» (укр. «Лісо Сімпсон, це не твоє життя») — п'ята серія двадцять другого сезону мультсеріалу «Сімпсони», прем'єра якої відбулась 14 листопада 2010 року у США на телеканалі «Fox».

## Сюжет
Дізнавшись, що Меґґі засмучена через відсутність одного з колекційних Щасливих маленьких ельфів, Гомер відвозить родину на автостанцію «Texxon», де за кожні 40 літрів бензина дають безкоштовну фігурку. Гомер змушений постійно купувати паливо, щоб спробувати виграти рідкісну іграшку. Зазнавши невдачі, Сімпсони їдуть через район міста, де виросла Мардж. Під час відвідин старого будинку Мардж, де нова власниця ще зберегла її старі речі, Ліса виявляє, що її мати була відмінницею так само, як Ліса зараз.
Тим часом під час трюку на погано осушеному шкільному майданчику Барт випадково обливає Нельсона брудом. Коли Нельсон збирається вдарити його кулаком, Барт підсковзується і ненавмисно б'є його ногою в обличчя. Через це всі учні вважають Барта новим шкільним хуліганом.
Ліса передивляється старий альбом Мардж. Дівчинка з'ясовує, що оцінки Мардж різко впали після того, як вона зустріла Гомера. Ліса не хоче повторити цю долю, тому намагається не відволікатися від навчання, прибиравши все зайве зі своєї кімнати, навіть свій саксофон. Мардж дізнається, що Ліса не хоче бути схожою на неї.
У Спрінґфілдській початковій школі Нельсон стикається з Бартом, щоб повернути собі авторитет. Незважаючи на те, що Бартові самому цей статус не подобається, за збігом обставин Нельсон б'ється об опору та застрягає в шафці.
Тим часом Ліса дізнається про елітну «Закриту академію» (англ. «Cloisters Academy») і намагається переконати батьків відпустити її. Відвідуючи її Лісі подобається усе. Однак, Мардж застерігає, що навчання надто дороге. Після того, як директор академії насміхається з Ліси через це, Мардж сердито просить Гомера та Лісу вийти… За кілька хвилин директор каже, що Мардж переконала прийняти Лісу і дати їй повну стипендію на навчання.
Тим часом після уроків Нельсон залишається з Бартом на майданчику наодинці. Барт намагається зупинити напад Нельсона на нього, що вдається, коли Барт вихваляє розбишаку.
Удома Ліса чує шум з підвалу. Спустившись туди дівчинка дізнається деталі домовленості з директором. Лісі не пропонували жодної стипендію — її прийняли до «Закритої академії» лише тому, що Мардж погодилася прати речі всіх учнів. Дівчинка усвідомлює, як мати її любить, тому вирішує відмовитися від стипендії та навчання в академії. До них приходять п'яні від соку та примирені Барт і Нельсон. Також прибігає Гомер, який заради Меґґі викрав із заправки рідкісну фігурку ельфа.

## Культурні відсилання та цікаві факти
- Нельсон порівнює Барта з Містером Жабсом з дитячого роману «Вітер у вербах»[1].

## Ставлення критиків і глядачів
Під час прем'єри серію переглянули 8,97 млн осіб, з рейтингом 3.9, що зробило її найпопулярнішим шоу на каналі «Fox» тієї ночі.
Емілі Сент-Джеймс з «The A.V. Club» дала серії оцінку B+, назвавши серію найкращою серією серед серій мультсеріалів «Fox» тієї ночі. Вона сказалв, що «це не було дивовижно, але для пізнього періоду Сімпсонів це було до біса добре».
Ерік Гохбергер з «TV Fanatic» дав серії 4/5, сказавши, що серія «була найсильнішою із досить пристойного сезону „Сімпсонів“».
Згідно з голосуванням на сайті The NoHomers Club більшість фанатів оцінили серію на 4/5 із середньою оцінкою 3,66/5.